# Broumov

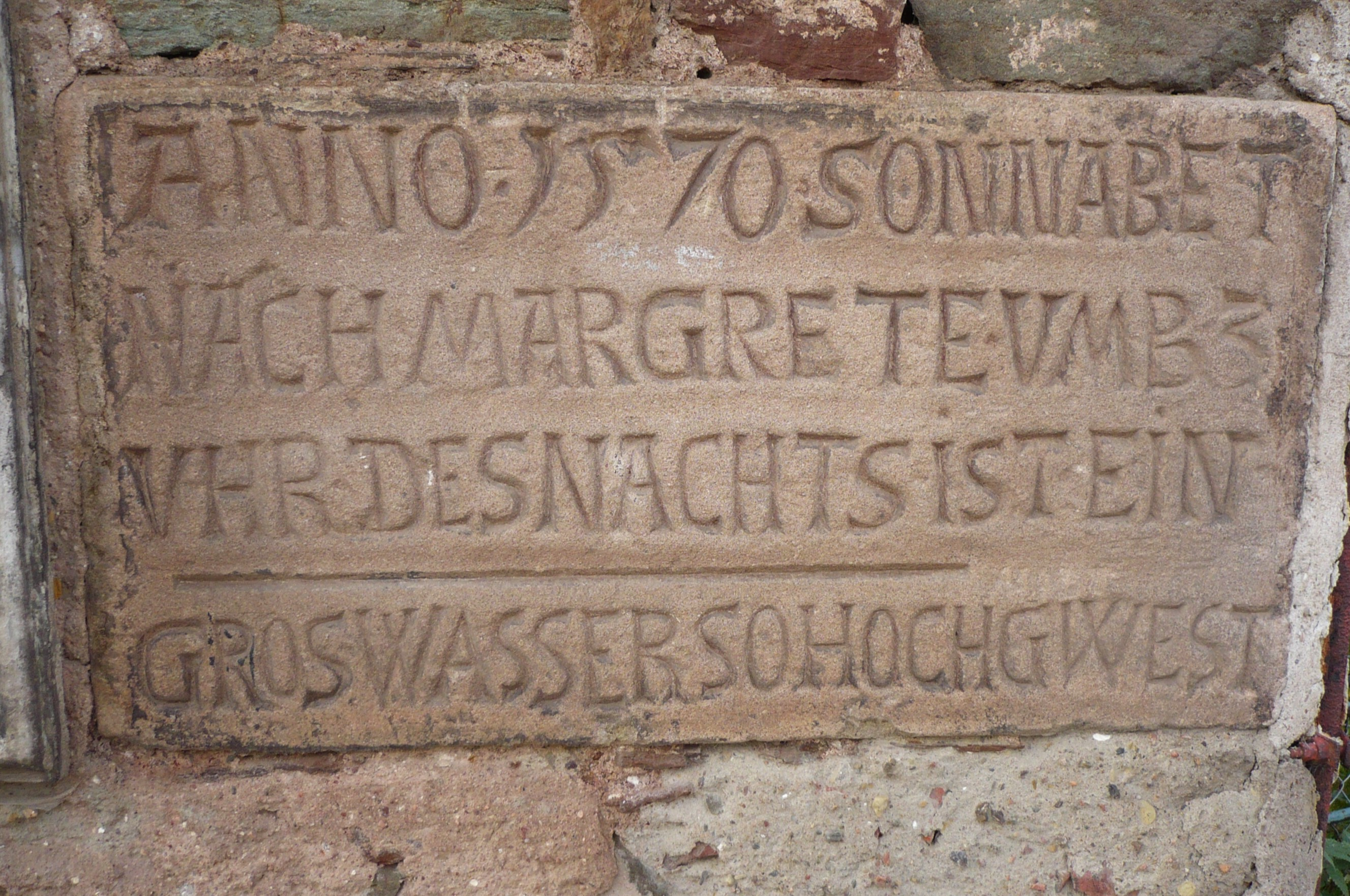
Płycina z poziomem wody w 1570. Anno • 1570 • sonnabet nach Margrete • umb 3 uhr • des nachts • ist • ein groswasser so hochgwest

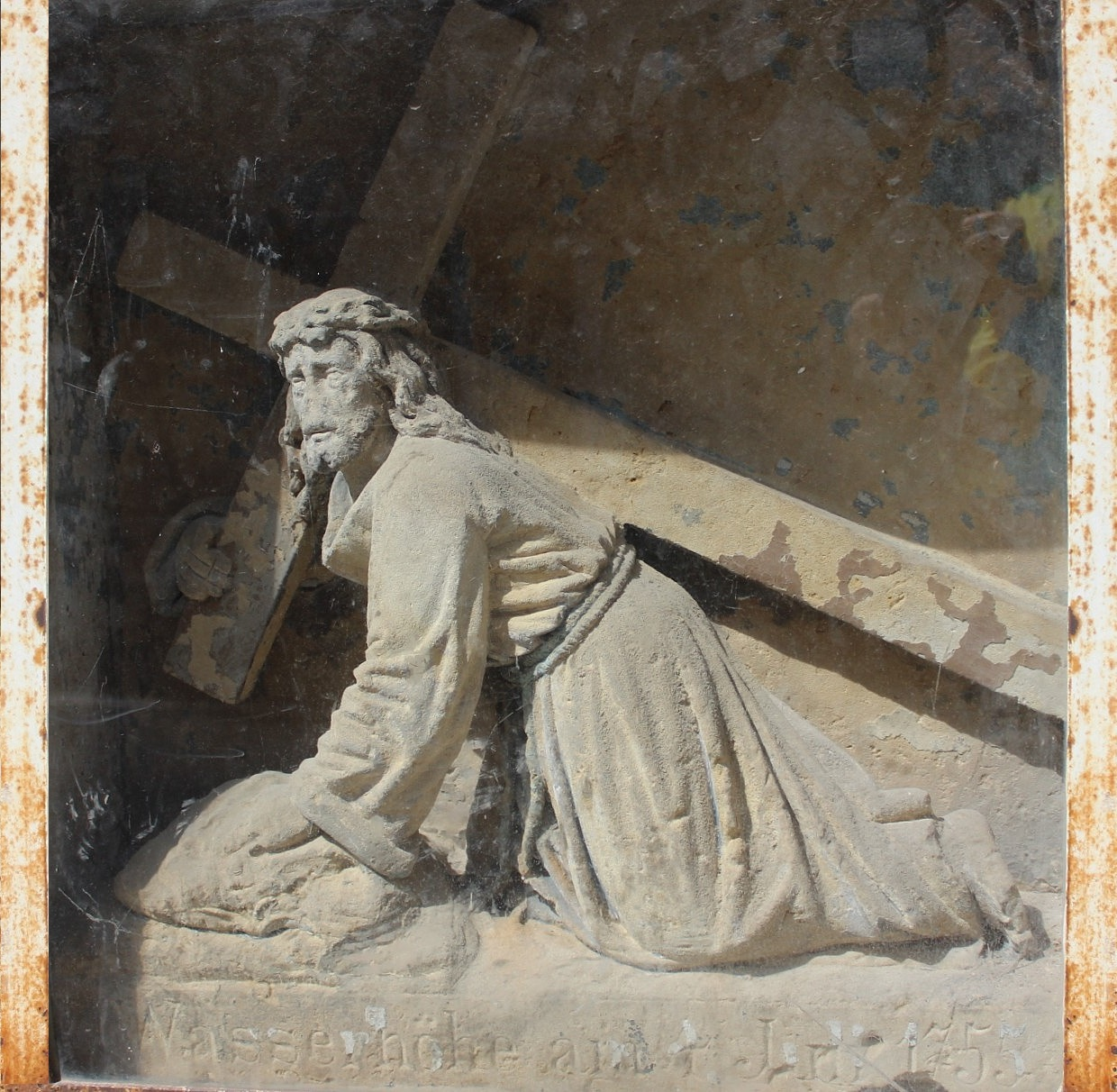
Płaskorzeźba z napisem Wasserhöhe am 4 Jun. 1755

Broumov (niem. Braunau) – miasto w Czechach, w kraju hradeckim. Miasto było finalistą konkursu na tytuł Europejskiej Stolicy Kultury 2028.

## Położenie
Miasto położone jest w centrum Kotliny Broumovskiej, w Sudetach Środkowych, nad rzeką Ścinawką (cz. Stěnava).

## Historia
Pierwsze wzmianki o Broumovie pojawiają się w 1213 r., kiedy król czeski Przemysł Ottokar I ofiarował ziemię opactwu benedyktynów, których hasłem przewodnim stało się zawołanie łac. Ordo et pax (ład i pokój). Od tego momentu rozpoczął się kilkusetletni, miejscami bardzo burzliwy, związek benedyktynów z miastem. Niebawem dzięki opatowi Martinowi I (1253–1278) wybudowano kościół parafialny oraz probostwo. W roku 1275 król Ottokar II nadał sukiennikom z Broumova przywilej na produkcję i handel suknami, co wpłynęło pozytywnie na rozwój tej branży w regionie. W 1348 r. cesarz Karol IV nadał benedyktynom prawa równe miastom królewskim Hradcowi Králové i Kłodzku, a w 1459 r. opat Jan I (1449–1460) uznał nowego czeskiego króla Jerzego z Podiebradów i zaprosił go do klasztoru. W kolejnych latach pojawili się energiczni i wpływowi opaci jak Wolfgang Selender (1602–1619) z Prošovic. Dzięki rozwojowi gospodarczemu w pierwszej połowie XVIII w. nastąpił największy rozkwit miasta. Zostają wzniesione nowe barokowe obiekty klasztorne, kościoły oraz rezydencje, a na nich zazwyczaj kartusz z herbem opactwa, składający się z dwóch tarcz pod mitrą. Prawa (z punktu widzenia tarczownika) zawiera srebrną belkę (kłodę) z trzema kikutami po uciętych gałęziach, nawiązującą do historii powstania klasztoru. Lewa z niebieskim tłem ma trzy srebrne skosy, z których środkowy zdobią trzy czerwone róże. Pierwotnie na belce środkowej znajdowała się tylko jedna róża, wzorowana na herbie Poraj, którego nazwa wywodzi się od Poraja, syna księcia czeskiego Sławnika i brata św. Wojciecha. Na niektórych herbach znajdują się monogramy ówczesnych opatów a dwie kolejne litery AB to skrót od tytułu: opat w Broumowie (łac.  Abbas Braunensis).

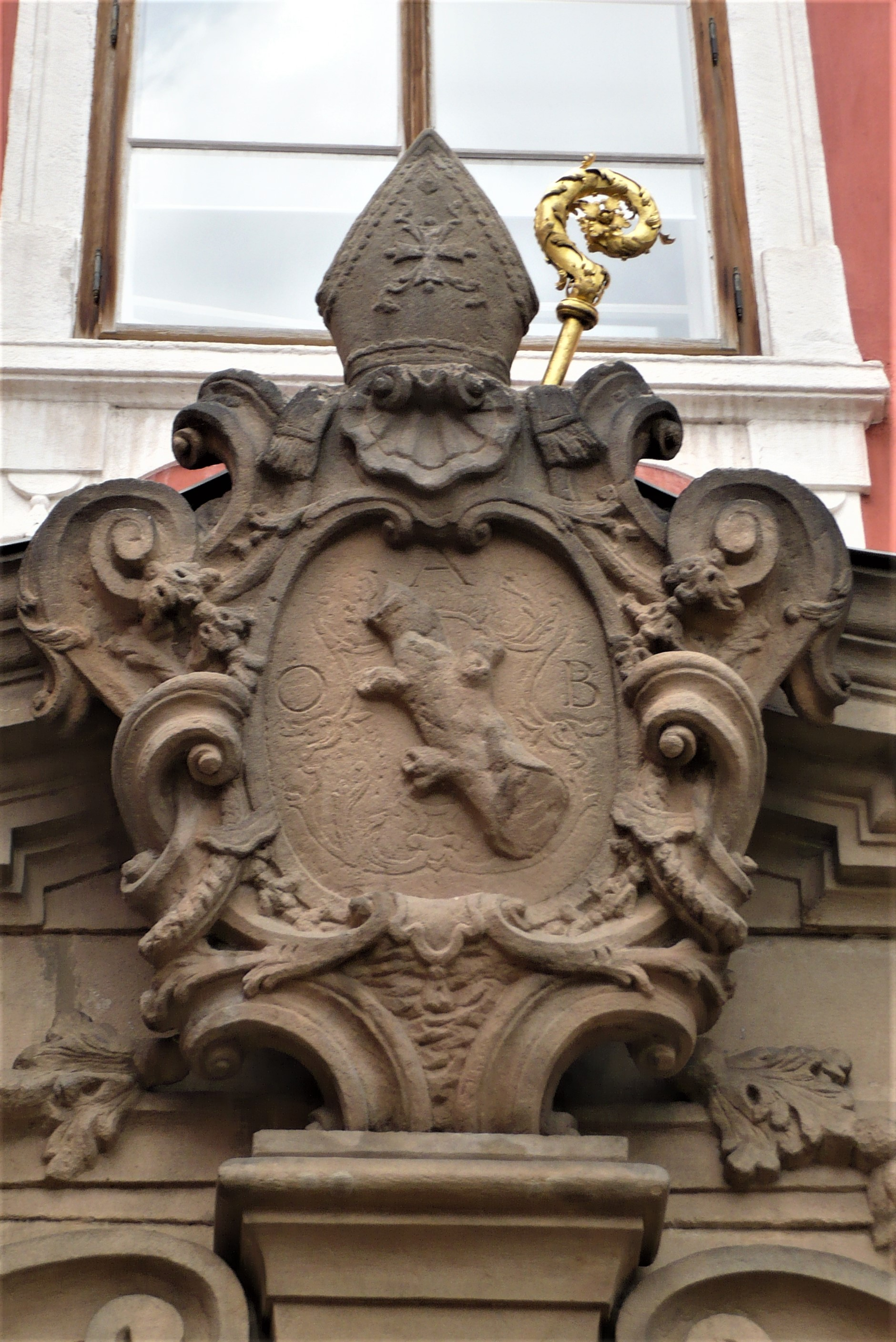
Othmar Daniel Zinke OAB (1700–1738)
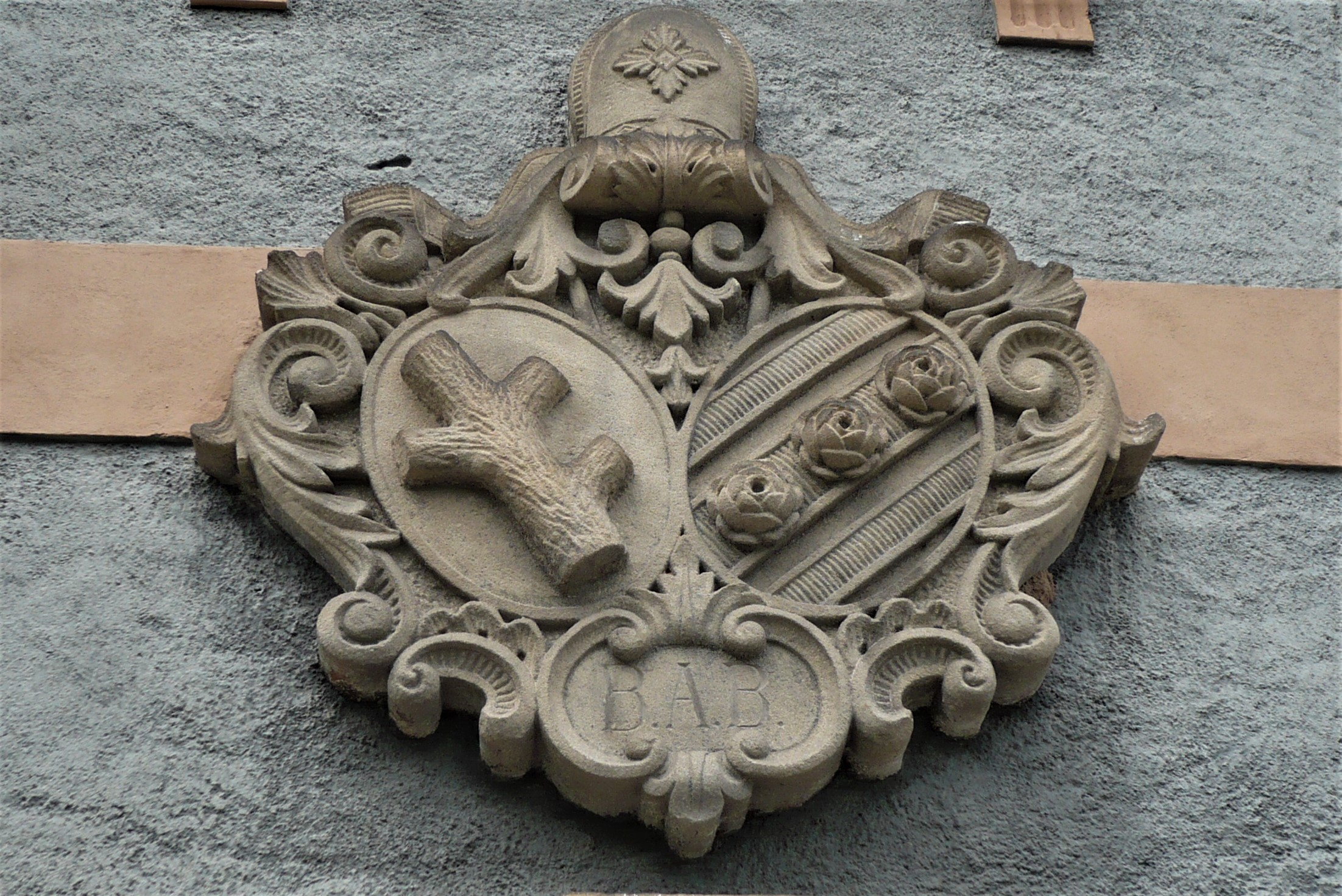
Placidus Beneš (1818–1844)
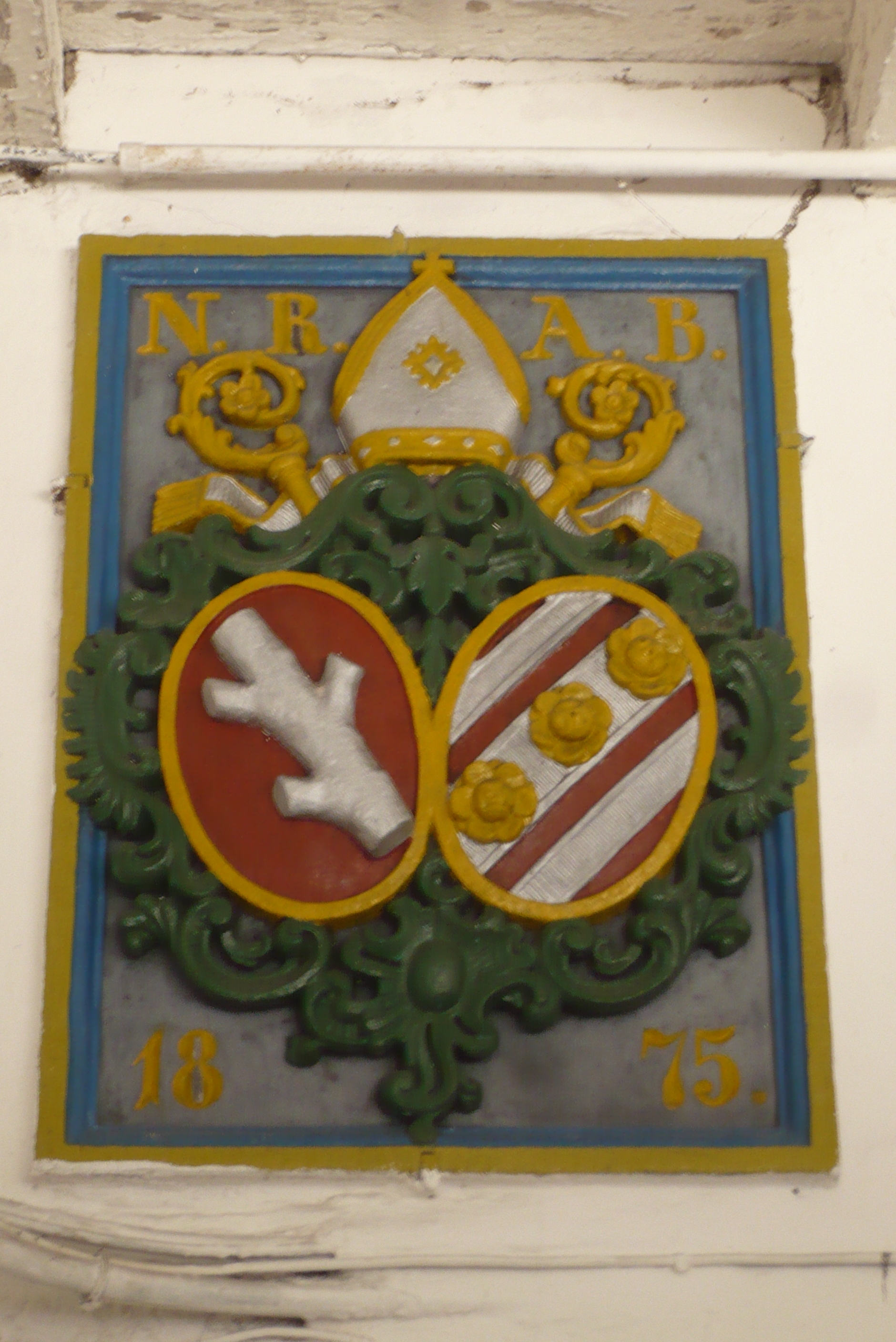
Nepomuk Rotter (1844–1886)
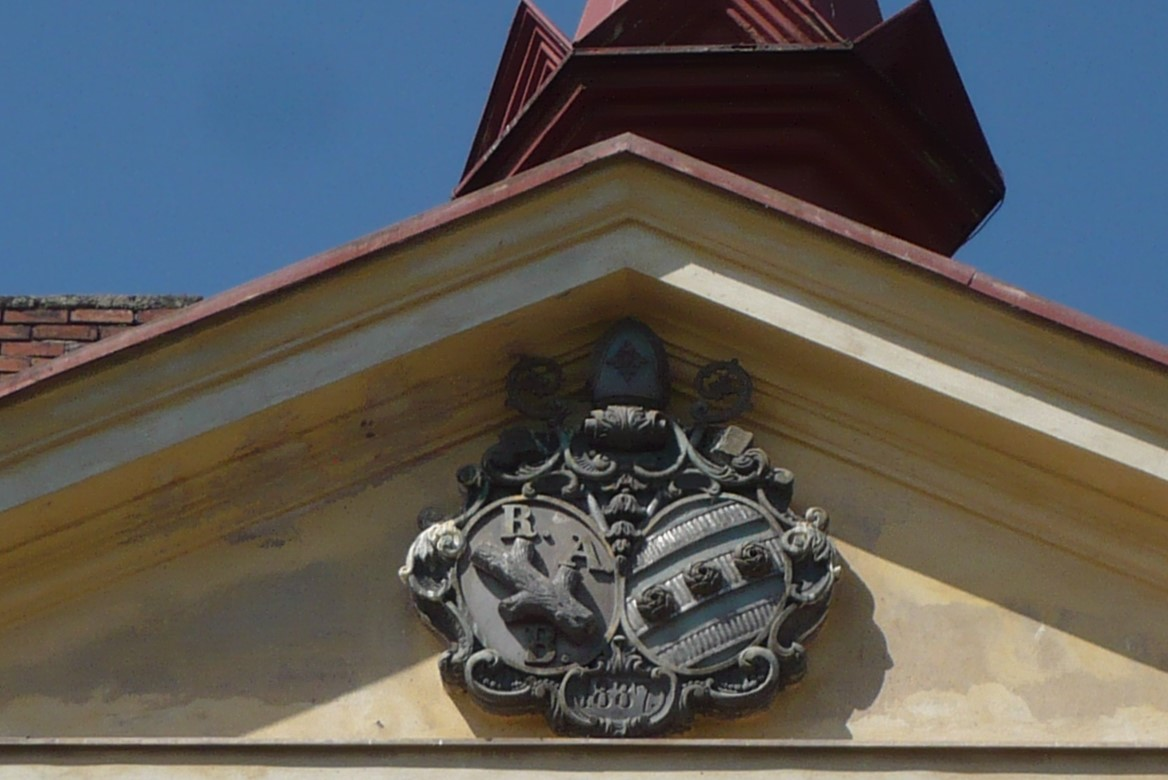
Rupertus Smolík (1886–1887)
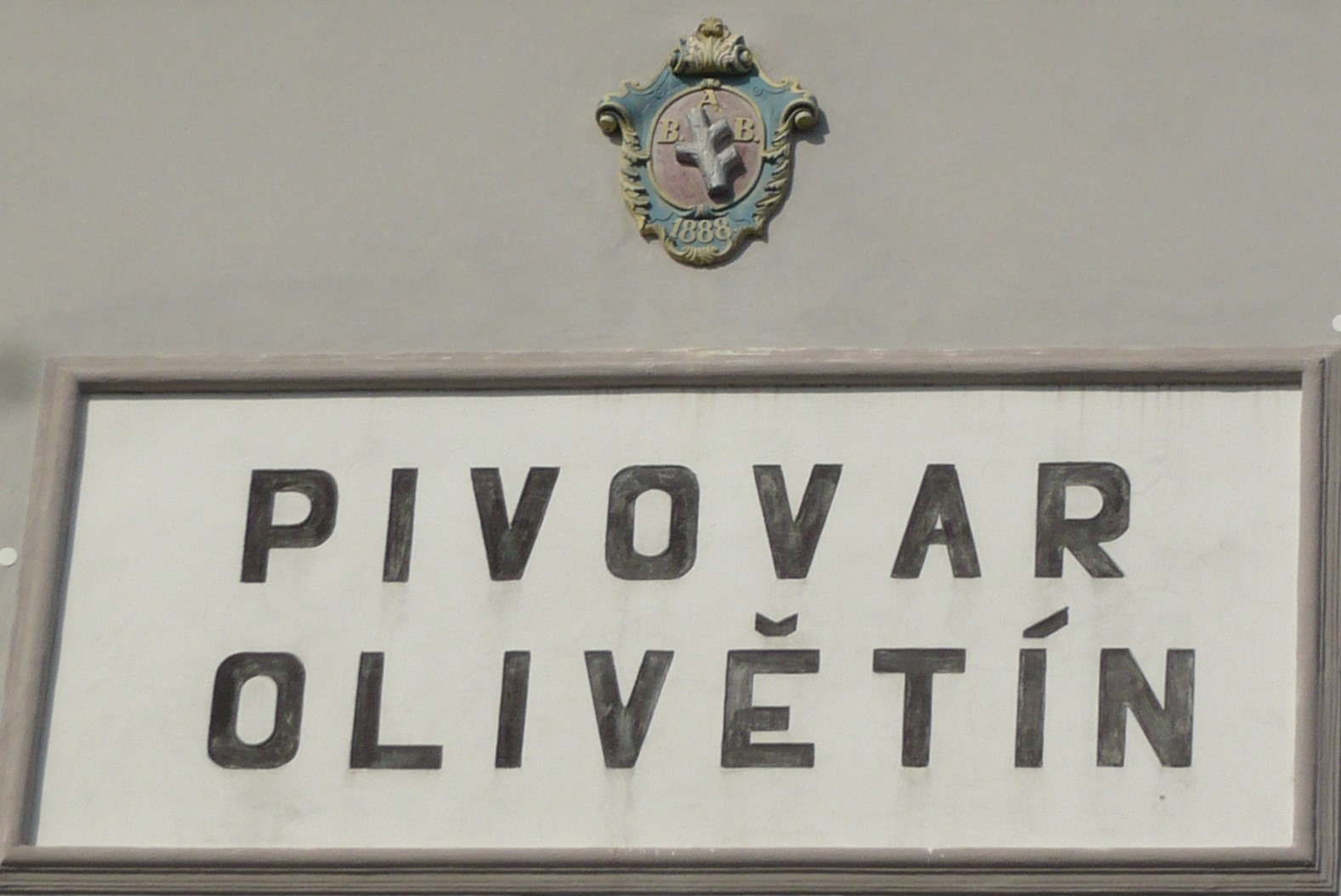
Bruno Čtvrtečka (1887–1922)
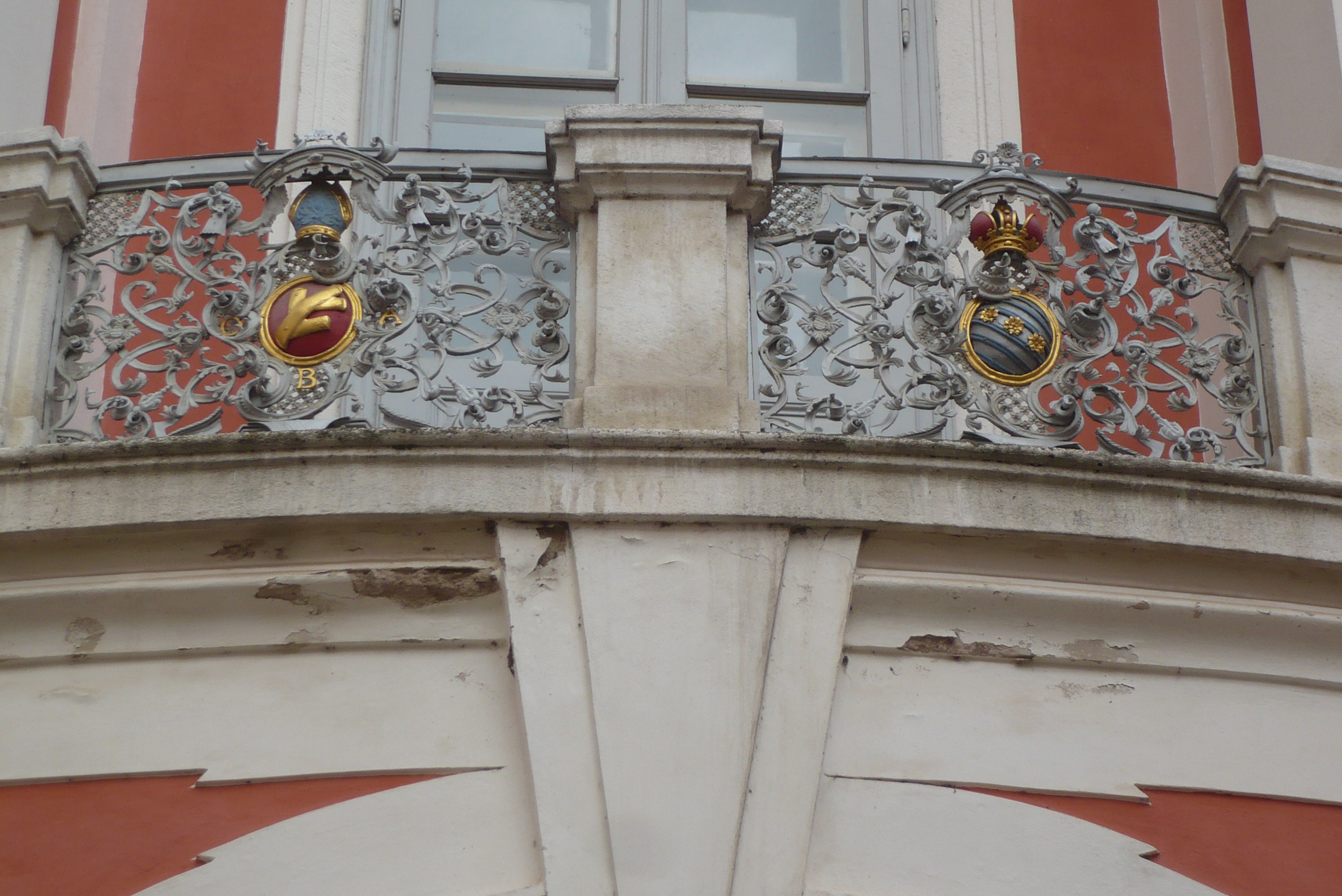
Herb klasztoru i Wojciecha Sławnikowica

## Ważniejsze zabytki
- klasztor benedyktyński jest najbardziej okazałym zabytkiem miasta. Został uznany za czeski zabytek narodowy, przebudowany na barokowy w latach 1726–1748 według projektu Kiliána Ignáca Dientzenhofera. Zespół klasztorny obejmuje: 
  - kościół, a w nim refektarz z kopią Całunu Turyńskiego z 1651 r. oraz ogromną bibliotekę, a także Muzeum Ziemi Broumovskiej.
  - młyn klasztorny
- kościół pw. św. Ducha
- kościół św. Wacława
- kościół pw. św. Wojciecha, klasztorny, pierwotnie gotycki, przebudowany w latach 1684–1694
- kościół pw. Panny Marii, cmentarny, wzniesiony w 1450, najstarszy kościół drewniany w Czechach
- kościół pw. św. Piotra i Pawła, parafialny, wzmiankowany w 1258 z wnętrzami z 1757
- kościół husycki
- barokowa kolumna maryjna na rynku[11]
- dawne gimnazjum klasztorne z 1711
- domy mieszczańskie z XVI–XIX w. – pod numerami 154 i 155 dwie kamienice o sklepieniach gwiaździstych z lat 70. XVI w.
- stary ratusz z 1419 (odnowiony po pożarach w latach 1452, 1565, przebudowany w 1838)
- browar funkcjonujący do dzisiaj.
- broumovska grupa kościołów – zespół barokowych kościołów zbudowanych w XVIII w.
- willa Langerów-Schrollów przy ul. Masaryka 30, własność Johanny Langer (1850-1925), córki przemysłowca Josefa Schrolla(inne języki) (1821-1891)[12][13], od 1892 żony doktora prawa Eduarda Langera(inne języki) (1852-1914)[14]; obecnie przychodnia miejska[15]
- pałac  Schrolla przy ul. Masaryka 239 zbudowany w 1853 przez Josefa Schrolla(inne języki) (1821-1891). Schrollowie byli przemysłowcami, właścicielami tkalni mechanicznych m.in. w Broumovie. Obecnie mieści urząd miejski[16].

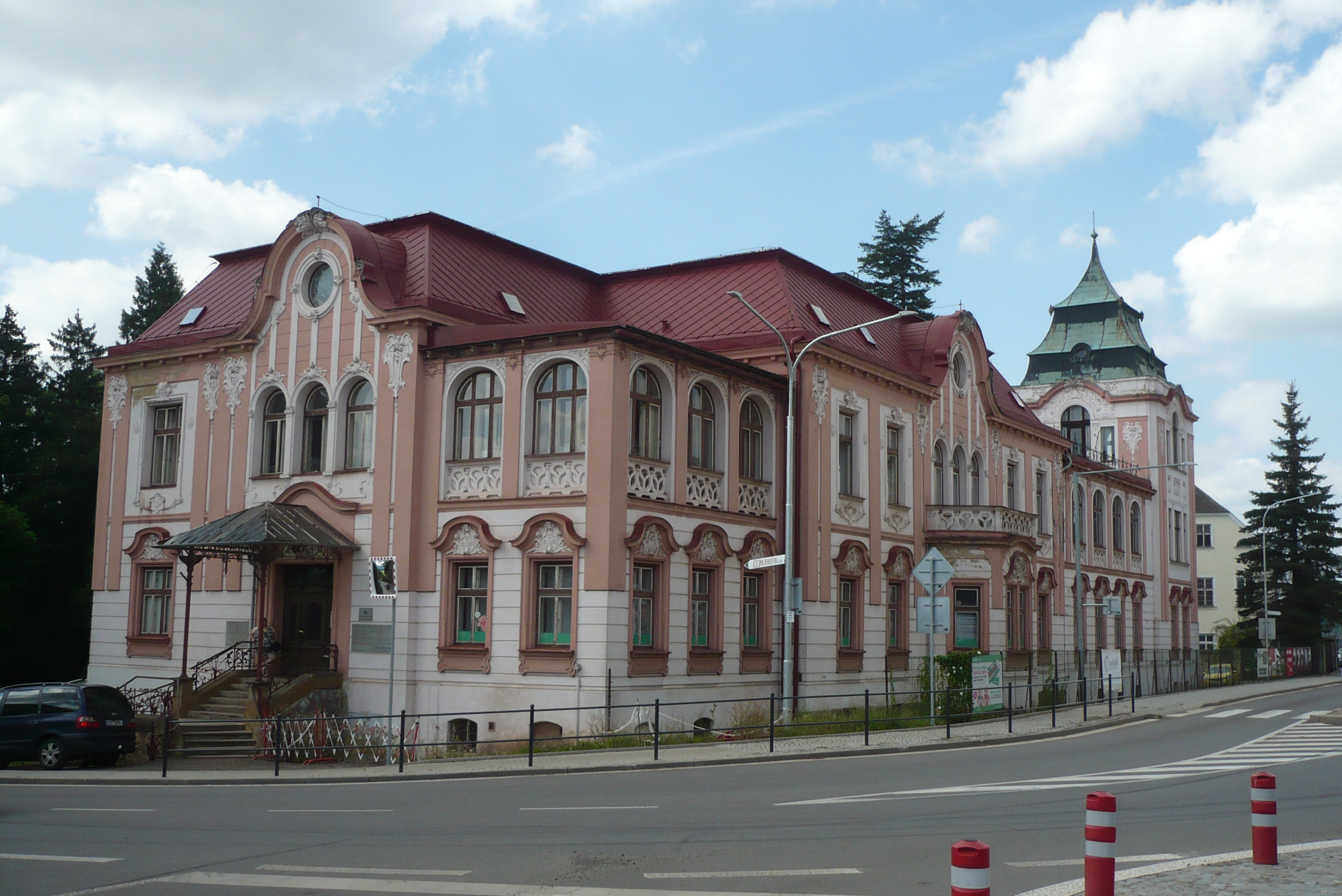
Willa Langerów w Broumovie
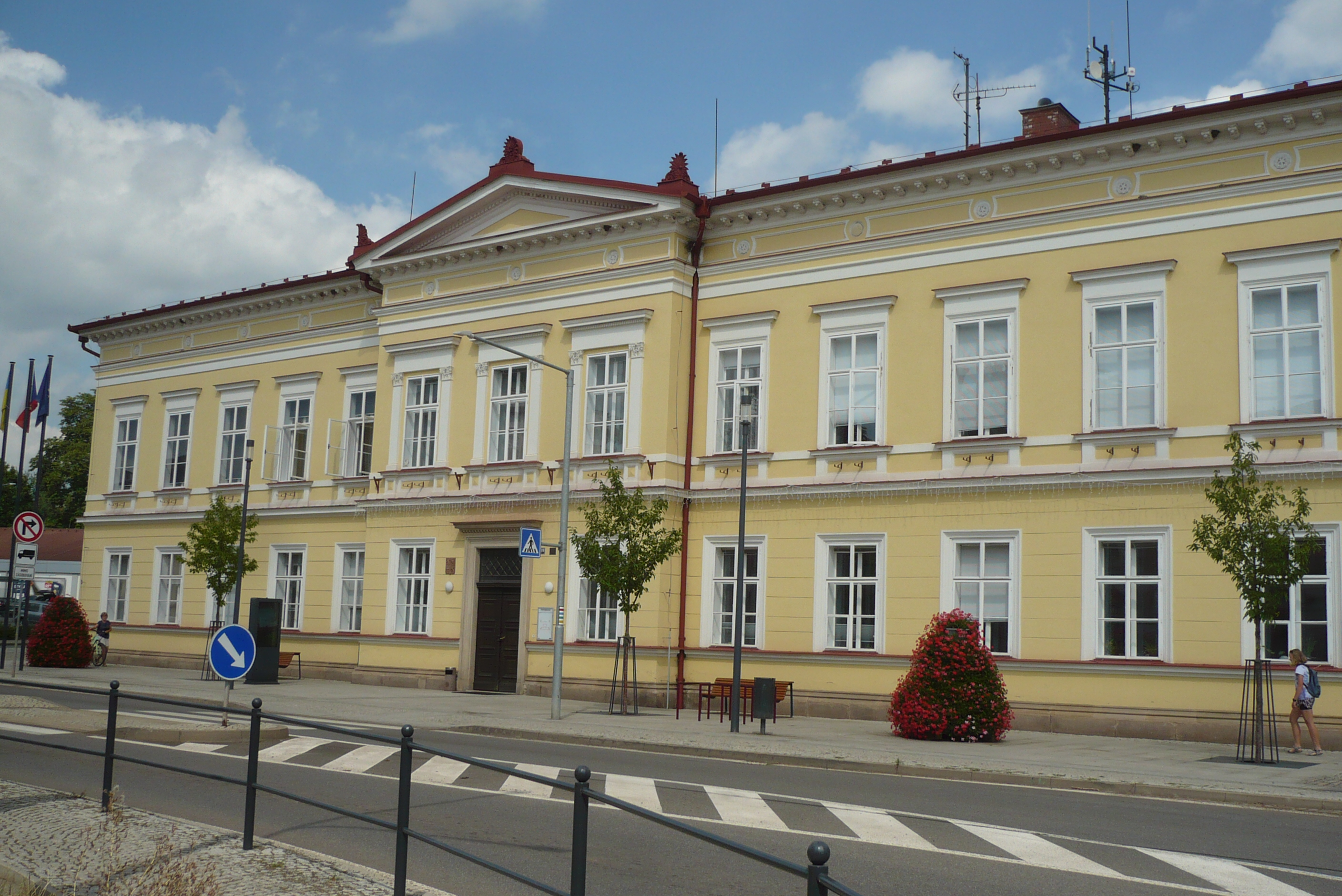
Pałac Schrolla w Broumovie
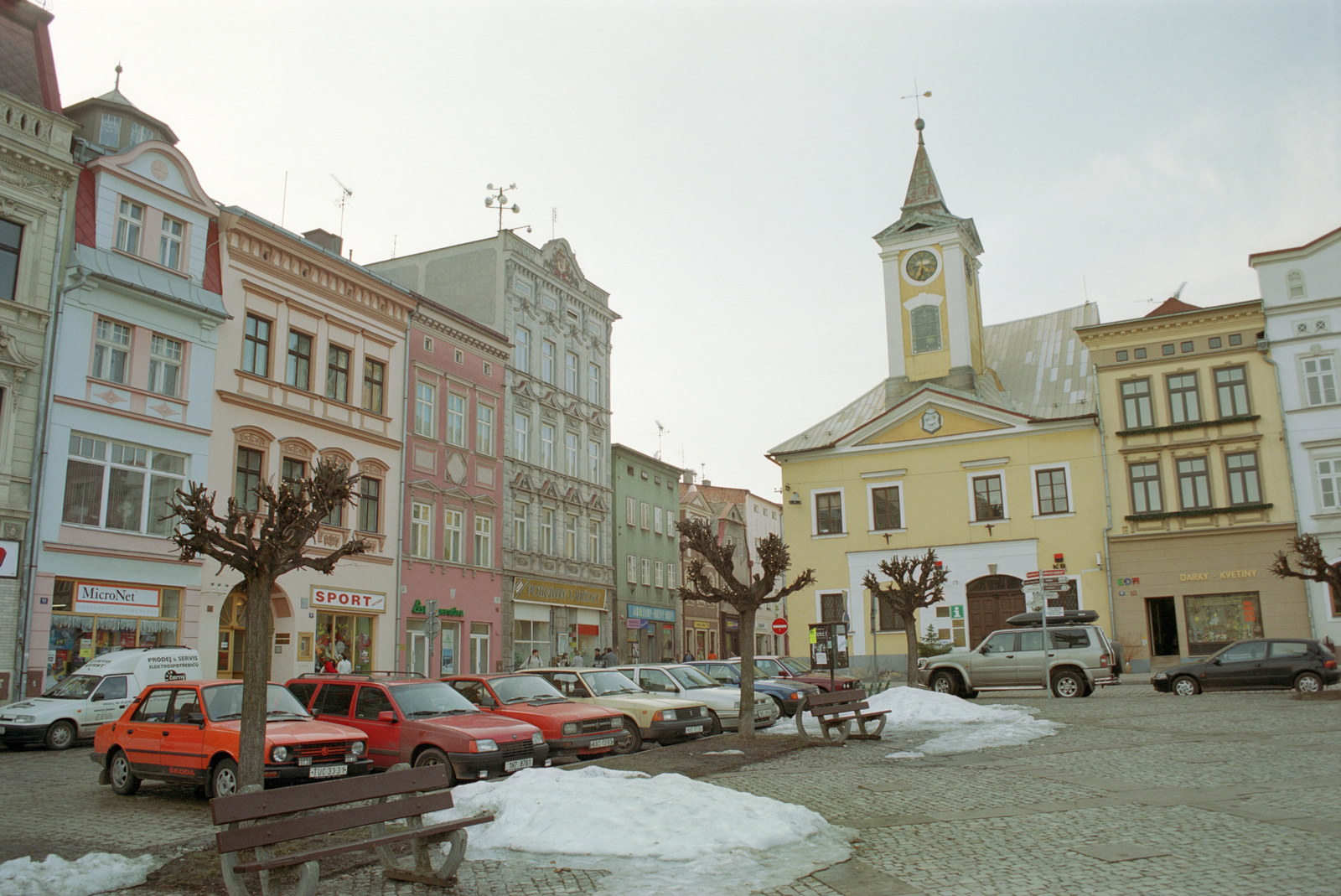
Rynek w Broumovie
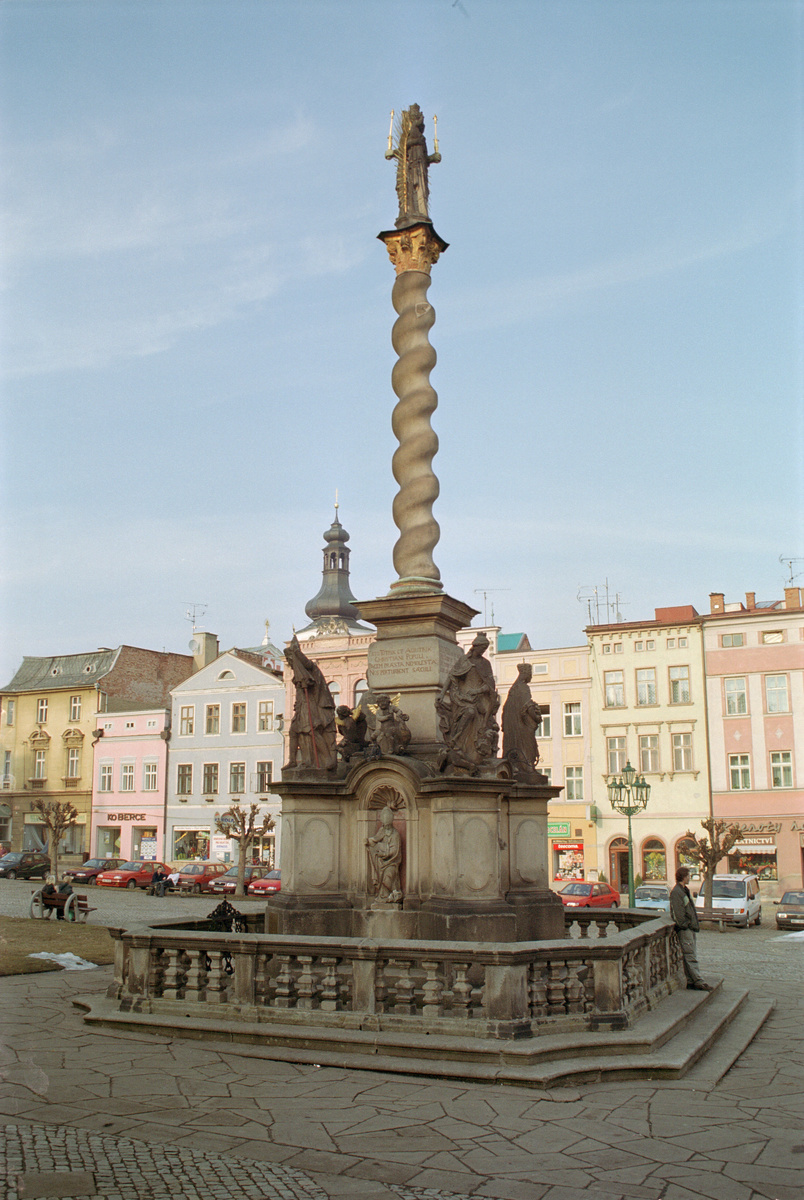
Kolumna Maryjna

## Życie kulturalne
Pogranicze czesko-śląskie wydało wybitnych twórców słowa pisanego. Josef Čapek urodził się w Hronovie, jego młodszy brat Karel natomiast w Małych Svatoňovicach. Do szkoły w Českiej Skalicy uczęszczała Božena Němcová. Natomiast w latach 1863–1867 w gimnazjum u ojców benedyktynów nauki pobierał Alois Jirásek. Pisarz w latach 1918, 1919, 1921 i 1930 był nominowany do Nagrody Nobla w dziedzinie literatury. Jego imię nosi czerwony szlak turystyczny (j. cz.  Jiráskova horská cesta) w Górach Orlickich, na Pogórzu Orlickim i na Broumovskiej vrchovinie. Pod koniec lat 40. XX w. jako nauczyciel w szkołach średnich pracował Josef Škvorecký. Tradycje literackie w mieście nad Stěnavą są dalej kontynuowane. Od 1997 odbywają się czesko-polskie spotkania poetyckie a od 2000 Dni Poezji (cz. Dny poezie). W 2023 r. odbyła się już 24. edycja tej imprezy, wymyślonej i prowadzonej przez Věrę Kopecką. Innymi współczesnymi poetami z Broumova są: Miloš Hromádka, Eva Kučerová (1946–2007) i Jana Wienerová. W pobliskich Martínkovicach mieszkają Iwona i Antoni Matuszkiewiczowie. Od 2018 Wrocławski Dom Literatury wraz z czeskimi i niemieckimi partnerami prowadzi program rezydencyjny w broumovskim klasztorze. Udział w nim biorą pisarze uprawiających różne gatunki literackie, ilustratorzy, autorzy komiksów i książek artystycznych. W siedmiotysięcznym Broumovie funkcjonuje teatr (Městské divadlo Broumov) a innymi instytucjami kultury są biblioteka (Městská knihovna) i muzeum (Muzeum Broumovska).

## Dzielnice
- Broumov
- Benešov
- Kolonie 5. května
- Nové Město
- Olivětín
- Poříčí(inne języki)
- Rožmitál
- Velká Ves

## Związani z Broumovem
- Arnoszt z Pardubic (1297–1364), biskup i pierwszy arcybiskup praski
- Christoph Dientzenhofer (1655–1722), architekt i budowniczy barokowy
- Kilián Ignác Dientzenhofer (1689–1751), architekt i budowniczy
- Alois Jirásek (1851–1930), czeski pisarz, uczęszczał do miejscowego gimnazjum
- Eduard Langer(inne języki) (1852-1914), doktora prawa
- Josef Schroll(inne języki) (1821-1891), przemysłowiec
- Josef Škvorecký (1924–2012), czeski pisarz, nauczyciel w szkołach średnich

## Demografia
| Rok             | 1970 | 1980 | 1991 | 2001 | 2003 | 2006 |
| --------------- | ---- | ---- | ---- | ---- | ---- | ---- |
| Liczba ludności | 7814 | 7834 | 8076 | 8361 | 8654 | 8254 |

## Miasta partnerskie
- Forchheim
- Nowa Ruda